# Deyzeibon
Deyzeibon (auch: Deizébon, Deizeibon, Deyzébon) ist ein Stadtviertel (französisch: quartier) im Arrondissement Niamey II der Stadt Niamey in Niger.

## Geographie

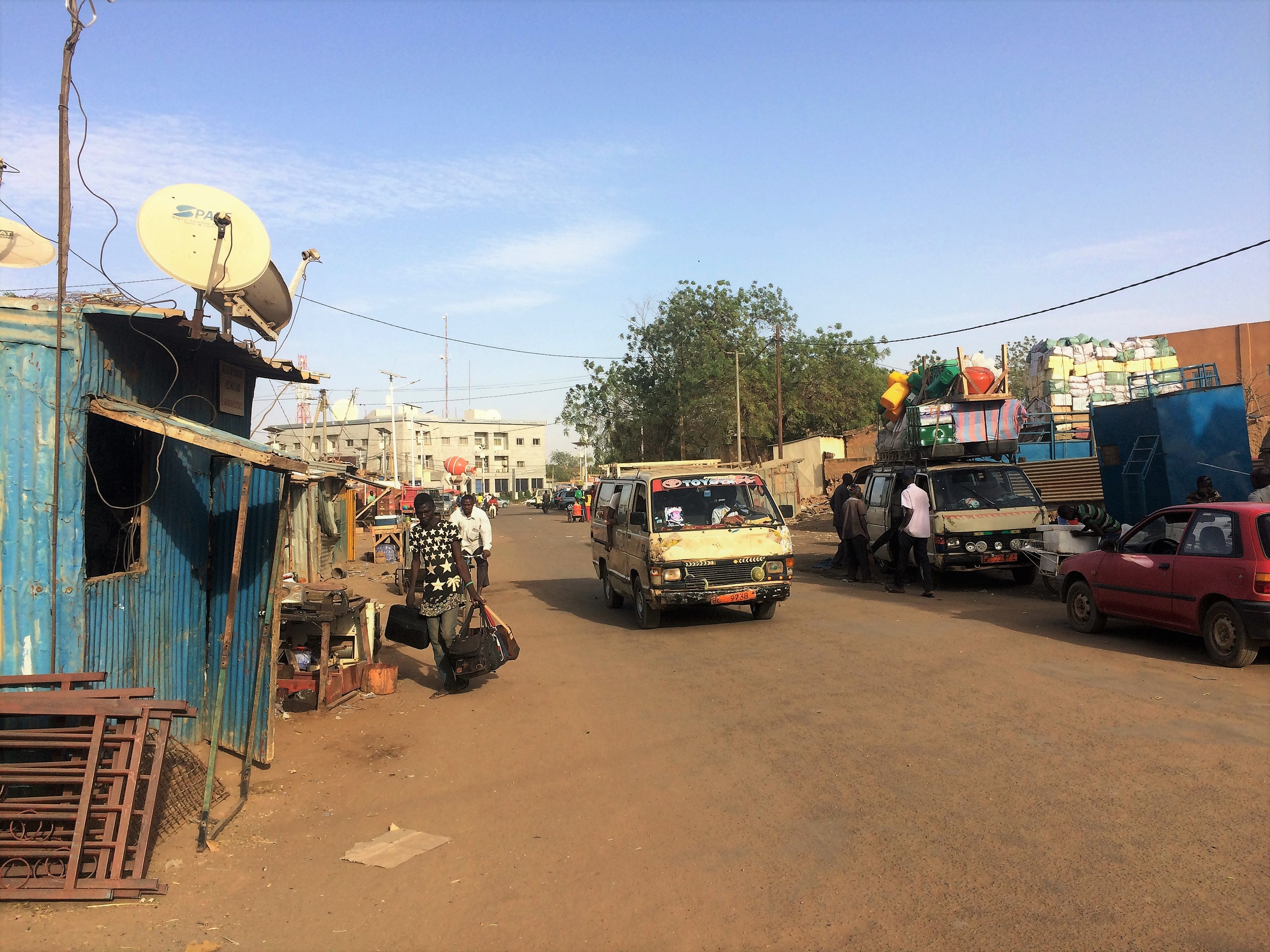
Straßenszene in der Avenue de la Cathédrale (Rue LI 23) in Deyzeibon (2018)

Deyzeibon befindet sich im Stadtzentrum von Niamey und wird im Norden vom Boulevard de l’Indépendance begrenzt. Die umliegenden Stadtviertel sind Boukoki I im Norden, Gandatché im Osten, Maourey im Süden und Zongo im Westen. Deyzeibon erstreckt sich über eine Fläche von etwa 19,1 Hektar und liegt in einem Tafelland mit einer mehr als 2,5 Meter tiefen Sandschicht, wodurch eine bessere Einsickerung als in anderen Teilen der Stadt möglich ist.
Das Standardschema für Straßennamen in Deyzeibon und im Nachbarviertel Gandatché ist Rue LI 1. Dabei folgt auf das französische Rue für Straße das Kürzel LI für den Boulevard de la Liberté, der durch Deyzeibon verläuft, und zuletzt eine Nummer. Dies geht auf ein Projekt zur Straßenbenennung in Niamey aus dem Jahr 2002 zurück, bei dem die Stadt in 44 Zonen mit jeweils eigenen Buchstabenkürzeln eingeteilt wurde.

## Geschichte
Infolge der Hungersnot in Niger 1931 zogen geschätzt 22.000 bis 23.000 Menschen nach Niamey, wo die französische Kolonialverwaltung kostenlos Lebensmittel ausgab. Diese Migration bildete die Grundlage der neuen Siedlungen Deyzeibon und Koira Tagui. Deyzeibon entstand als eigenes Stadtviertel Ende der 1930er Jahre.
Von einem Großbrand am 21. März 2018 waren 50 Haushalte in Deyzeibon betroffen. 20 Häuser wurden vollständig zerstört und eine Frau starb an den Folgen des Brands.

## Bevölkerung
Bei der Volkszählung 2012 hatte Deyzeibon 3719 Einwohner, die in 752 Haushalten lebten. Bei der Volkszählung 2001 betrug die Einwohnerzahl 4653 in 747 Haushalten.

## Infrastruktur
Die öffentliche Grundschule Ecole primaire de Deyzeibon wurde 1989 gegründet. Im Stadtviertel ist mit einem Centre de Santé Intégré (CSI) ein Gesundheitszentrum vorhanden.